# ویلیام هنری والش
ویلیام هنری والش (به انگلیسی: William Henry Walsh) (زادهٔ ۱۰ دسامبر ۱۹۱۳ – درگذشتهٔ ۷ آوریل ۱۹۸۶) فیلسوف اهل انگلستان بود. او در سال‌های ۱۹۶۰ تا ۱۹۷۹ میلادی در دانشگاه ادینبرو استاد منطق و متافیزیک بود.